# Payra-sur-l'Hers

Payra-sur-l'Hers este o comună în departamentul Aude din sudul Franței. În 1 ianuarie 2022 avea o populație de 208 de locuitori.